# Aire d'attraction de Perpignan
L'aire d'attraction de Perpignan est un zonage d'étude défini par l'Insee pour caractériser l’influence de la commune de Perpignan sur les communes environnantes. Publiée en octobre 2020, elle se substitue à l'aire urbaine de Perpignan, qui comportait 66 communes dans le dernier zonage qui remontait à 2010.

## Définition
L’aire d’attraction d'une ville est composée d’un pôle, défini à partir de critères de population et d’emploi ainsi que d’une couronne constituée des communes dont au moins 15 % des actifs travaillent dans le pôle. Le pôle d’attraction constitue ainsi un point de convergence des déplacements domicile-travail,.

## Type et composition
L’aire d'attraction de Perpignan est une aire intra-départementale qui comporte 118 communes dans les Pyrénées-Orientales.
Elle est catégorisée dans les aires de 200 000 à moins de 700 000 habitants, une catégorie qui regroupe 14 % de la population d'Occitanie et 23,5 % au niveau national.

### Carte

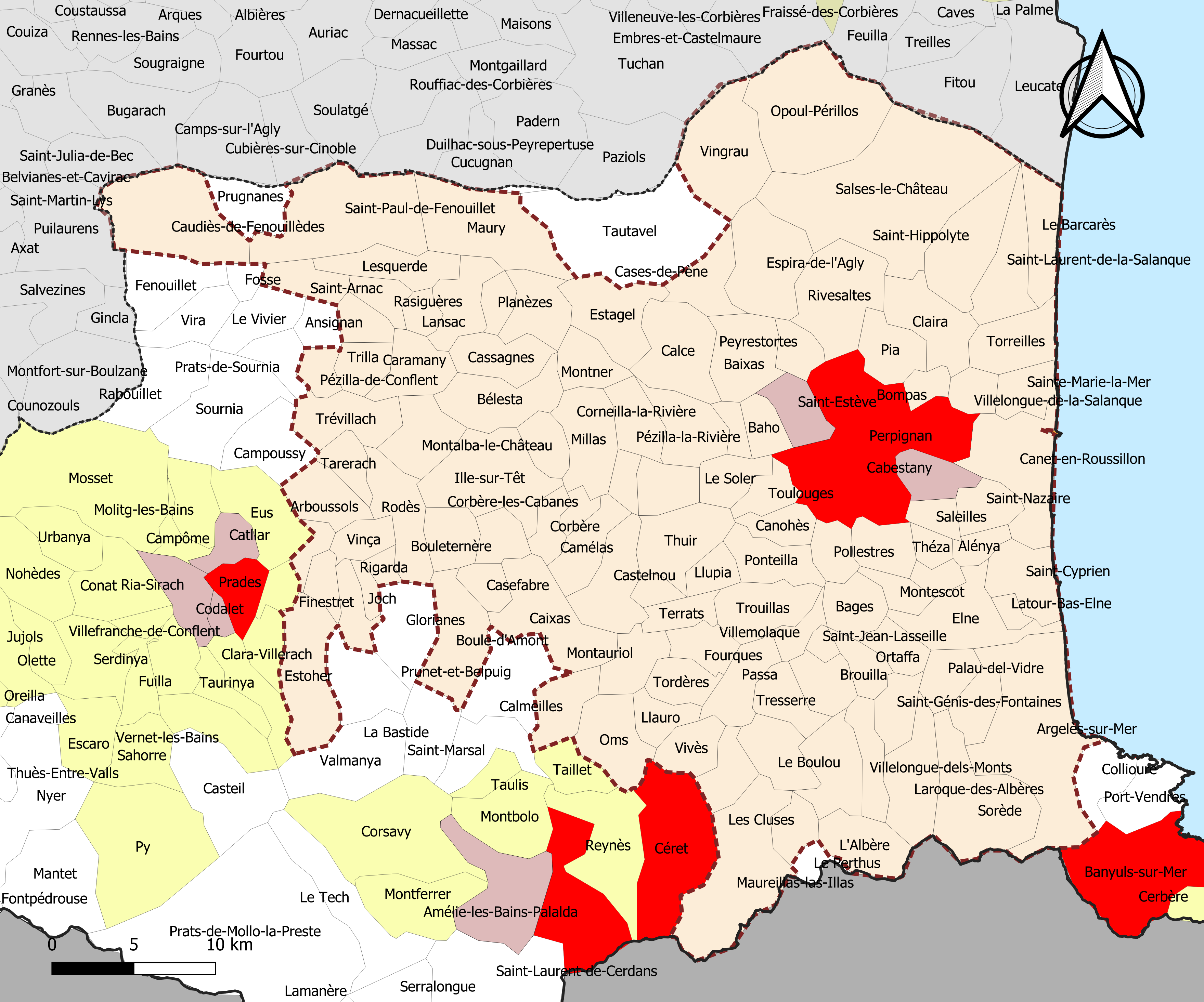
Carte de l'aire d'attraction de Perpignan.
Commune-centre
Commune du pôle principal
Commune de la couronne

### Composition communale
| Catégorie                  | Département         | Communes | Communes |
| Catégorie                  | Département         | Nombre   | Libellé |
| -------------------------- | ------------------- | -------- | --- |
| Commune-centre             | Pyrénées-Orientales | 1        | Perpignan. |
| Communes du pôle principal | Pyrénées-Orientales | 2        | Cabestany, Saint-Estève. |
| Communes de la couronne    | Pyrénées-Orientales | 115      | L'Albère, Alénya, Ansignan, Arboussols, Argelès-sur-Mer, Bages, Baho, Baixas, Banyuls-dels-Aspres, Le Barcarès, Bélesta, Bompas, Boule-d'Amont, Bouleternère, Le Boulou, Brouilla, Caixas, Calce, Calmeilles, Camélas, Canet-en-Roussillon, Canohès, Caramany, Casefabre, Cases-de-Pène, Cassagnes, Castelnou, Caudiès-de-Fenouillèdes, Claira, Corbère, Corbère-les-Cabanes, Corneilla-la-Rivière, Corneilla-del-Vercol, Les Cluses, Elne, Espira-de-l'Agly, Espira-de-Conflent, Estagel, Estoher, Finestret, Fourques, Ille-sur-Têt, Joch, Lansac, Laroque-des-Albères, Latour-Bas-Elne, Latour-de-France, Lesquerde, Llauro, Llupia, Marquixanes, Maureillas-las-Illas, Maury, Millas, Montalba-le-Château, Montauriol, Montescot, Montesquieu-des-Albères, Montner, Néfiach, Oms, Opoul-Périllos, Ortaffa, Palau-del-Vidre, Passa, Peyrestortes, Pézilla-de-Conflent, Pézilla-la-Rivière, Pia, Planèzes, Pollestres, Ponteilla, Rasiguères, Rigarda, Rivesaltes, Rodès, Saint-André, Saint-Arnac, Sainte-Colombe-de-la-Commanderie, Saint-Cyprien, Saint-Féliu-d'Amont, Saint-Féliu-d'Avall, Saint-Génis-des-Fontaines, Saint-Hippolyte, Saint-Jean-Lasseille, Saint-Jean-Pla-de-Corts, Saint-Laurent-de-la-Salanque, Sainte-Marie-la-Mer, Saint-Martin-de-Fenouillet, Saint-Michel-de-Llotes, Saint-Nazaire, Saint-Paul-de-Fenouillet, Saleilles, Salses-le-Château, Le Soler, Sorède, Tarerach, Terrats, Théza, Thuir, Tordères, Torreilles, Toulouges, Tresserre, Trévillach, Trilla, Trouillas, Villelongue-de-la-Salanque, Villelongue-dels-Monts, Villemolaque, Villeneuve-de-la-Raho, Villeneuve-la-Rivière, Vinça, Vingrau, Vivès. |